# 澳大利亚食虫植物协会公报
《澳大利亚食虫植物协会公报》（Bulletin of the Australian Carnivorous Plant Society）是澳大利亚食虫植物协会的官方出版物，为季刊。其创刊于1982年4月，当时的名称为《Bulletin / South Australian Carnivorous Plant Society》，该名称一直使用到2003年。在2004年9月的一次会员的特别大会上决定停刊。其内容一般包含园艺、实地考察报告、文献评述和科学研究等。

## 分类单元名称
植物学家艾倫·勞瑞在该公报上发表了许多分类学修订，包括将韋斯頓狸藻（Utricularia westonii）移入四萼狸藻亞屬（Polypompholyx），并将“Drosera praefolia”归为“Drosera whittakeri”的亚种。在该公报上也首次出现了“Drosera henryana”（自然杂交种“D. capensis × D. aliciae”的一个裸名）和“Sarracenia leucophylla var. pubescens”（也是一个裸名）两个名称。
栽培品种“Nepenthes 'Fulgent Koto'”的名称第一次出现在该公报中，并提供了“Nepenthes 'Aichi'”、“Nepenthes 'Nagoya'”、“Nepenthes 'Suzue Kondo'”和“Nepenthes 'Tokuyoshi Kondo'”的描述。

## 扩展阅读
- 官方网站